# Arnaud Beauville
Arnaud Beauville (Bologne, Haute-Marne, 1947) é um matemático francês. Trabalha com geometria algébrica complexa.
Beauville estudou a partir de 1966 na Escola Normal Superior de Paris. Obteve um doutorado em 1977 na Universidade Paris VII, orientado por Jean-Louis Verdier, com a tese Variétés de Prym et applications, publicada parcialmente em Prym Varieties and the Schottky Problem, Inventiones Mathematicae, Volume 41, 1977, p. 149. Foi professor da Universidade de Angers e da Universidade Paris-Sul em Orsay. É atualmente professor da Universidade de Nice Sophia Antipolis.
Em 1986 foi palestrante convidado (Invited Speaker) do Congresso Internacional de Matemáticos em Berkeley (Geometrischer Zugang zum Schottkyproblem). Em 2013 recebeu o Prêmio Ampère. É fellow da American Mathematical Society. 
É membro do Grupo Bourbaki.

## Obras
- Complex algebraic surfaces, Cambridge University Press 1996
- Le problème de Schottky et la conjecture de Novikov. Séminaire Bourbaki, Nr.675, 1986/87